# Camille Maussion
Camille Maussion (* 1988 in Calais)  ist eine französische Jazz- und Improvisationsmusikerin (Altsaxophon, Komposition).

## Leben und Wirken
Maussion wuchs zunächst in Calais auf, wo ihre Eltern in einer Rockband namens Egg Nogg tätig waren. Bereits mit drei Jahren wollte sie Saxophon spielen. In der Musikfrüherziehung des Konservatoriums lernte sie aber zunächst Schlagzeug. Nachdem die Familie nach Montréal (Aude) umgezogen war, wechselte sie zum Saxophon, das sie zunächst bei der Dorfbanda Phacochères, der Harmonie Municipale und der Lyre de Limoux lernte. Auf dem Internat in Perpignan wurde sie von Serge Lazarevitch an den Jazz herangeführt. Dann studierte sie klassisches Saxophon am Konservatorium von Perpignan. Mit 19 Jahren wechselte sie an das Konservatorium von Boulogne-Billancourt (Diplom 2009), um ab 2010 am Conservatoire à rayonnement régional de Paris Jazz-Saxophon und Soundpainting zu studieren. 
Von 2010 bis 2014 trat Maussion während des Studiums mit der Märchenerzählerin Muriel Bloch in der Frauenband Le souffle des marquises in Frankreich und in Algerien auf. 2014 arbeitete sie mit der zeitgenössischen Tänzerin Julia Marine Chamodon in Aparté #1 zusammen. Seit 2013 gehört sie neben Pedro Ivo Ferreira und Pierre Demange zum Nefertiti Quartet der Pianistin Delphine Deau; die Band, die in Frankreich bereits mehrere Preise gewonnen hat, nutzt ungewöhnliche Formen sowie eine freie dramaturgische Gestaltung und veröffentlichte die Alben Danses futuristes (2015), Morse Code (2018), Frameless (Neuklang, 2022) und Live in Paris (Berthold Records, 2023). Die Gruppe wurde bei der Euroradio Jazz Competition 2019 in Kopenhagen als „Ensemble des Jahres“ ausgezeichnet und präsentierte sich bei Jazz in Marciac, Umbria Jazz, dem Avignon Jazz Festival und Jazzahead.
Daneben tourte Maussion im Juli 2014 als Teil des JM Jazz World Orchestra in Norwegen. Seit 2017 gehörte sie auch zu Ich bin wallou, das von Rockmusik, Jazz und Frank Zappa inspiriert ist. Ebenfalls 2017 gründete sie zusammen mit der Saxophonkollegin Carmen Lefrançois (zeitweise erweitert um die Musikerin Johanna Welter und die Regisseurin Angélique Zaïni) die Gruppe Mamie Jotax, die 2020 ihr gleichnamiges Album veröffentlichte. Mit Pierre Tereygeol, dem Gitarristen von Leïla Martials Trio Baa Box, gründete sie das Ensemble Abysskiss. Außerdem arbeitete sie mit Isabel Sörlings Mother Tongue, in einem Quartett mit zwei Saxophonen, mit dem sie auf den Antillen tourte und mit der Soulrock-Band Blue Sol aus Perpignan. Weiterhin gab sie Workshops und Schulungen für Soundpainting und unterrichtete an den Konservatorien von Nanterre und St-Thibault-Des-Vignes.